# Qinzhou
Qinzhou léase Chin-Zhóu (en chino:钦州市, pinyin:Qīnzhōu shì, Zhuang:Yaencou) es una ciudad-prefectura en la región autónoma Zhuang de Guangxi, República Popular de China. A una distancia aproximada de 100 kilómetros de la capital provincial. Limita al norte con Nanning, al sur con Beihai, al oeste con Fangchenggangy al este con Yulin (Guangxi). Su área es de 10 728 km² y su población es de 3,78 millones.

## Administración
Qinzhou se divide en 2 distritos y 2 condados.
- Distrito Qinnan  (钦南区)
- Distrito Qinbei (钦北区)
- Condado Lingshan (灵山县)
- Condado Pubei (浦北县)

## Economía
El cultivo de cereales, la cría de cerdos, la fruticultura y la pesca son la columna de la economía de esta ciudad.

## Clima
| Parámetros climáticos promedio de Qinzhou (1971-2000) | Parámetros climáticos promedio de Qinzhou (1971-2000) | Parámetros climáticos promedio de Qinzhou (1971-2000) | Parámetros climáticos promedio de Qinzhou (1971-2000) | Parámetros climáticos promedio de Qinzhou (1971-2000) | Parámetros climáticos promedio de Qinzhou (1971-2000) | Parámetros climáticos promedio de Qinzhou (1971-2000) | Parámetros climáticos promedio de Qinzhou (1971-2000) | Parámetros climáticos promedio de Qinzhou (1971-2000) | Parámetros climáticos promedio de Qinzhou (1971-2000) | Parámetros climáticos promedio de Qinzhou (1971-2000) | Parámetros climáticos promedio de Qinzhou (1971-2000) | Parámetros climáticos promedio de Qinzhou (1971-2000) | Parámetros climáticos promedio de Qinzhou (1971-2000) |
| Mes                                                   | Ene.                                                  | Feb.                                                  | Mar.                                                  | Abr.                                                  | May.                                                  | Jun.                                                  | Jul.                                                  | Ago.                                                  | Sep.                                                  | Oct.                                                  | Nov.                                                  | Dic.                                                  | Anual                                                 |
| ----------------------------------------------------- | ----------------------------------------------------- | ----------------------------------------------------- | ----------------------------------------------------- | ----------------------------------------------------- | ----------------------------------------------------- | ----------------------------------------------------- | ----------------------------------------------------- | ----------------------------------------------------- | ----------------------------------------------------- | ----------------------------------------------------- | ----------------------------------------------------- | ----------------------------------------------------- | ----------------------------------------------------- |
| Temp. máx. media (°C)                                 | 17.6                                                  | 18.1                                                  | 21.5                                                  | 26.2                                                  | 29.9                                                  | 31.3                                                  | 31.9                                                  | 31.9                                                  | 31.3                                                  | 28.4                                                  | 24.6                                                  | 20.8                                                  | 26.1                                                  |
| Temp. mín. media (°C)                                 | 10.8                                                  | 12.2                                                  | 15.7                                                  | 20.3                                                  | 23.5                                                  | 25.3                                                  | 25.7                                                  | 25.4                                                  | 24.1                                                  | 20.9                                                  | 16.2                                                  | 12.4                                                  | 19.4                                                  |
| Lluvias (mm)                                          | 46.1                                                  | 56.5                                                  | 68.4                                                  | 136.7                                                 | 232.7                                                 | 362.3                                                 | 416.6                                                 | 415.9                                                 | 202.3                                                 | 124.2                                                 | 57.6                                                  | 31.1                                                  | 2150.4                                                |
| Días de lluvias (≥ 1 mm)                              | 11.7                                                  | 13.7                                                  | 15.1                                                  | 15.0                                                  | 16.3                                                  | 17.6                                                  | 19.1                                                  | 19.3                                                  | 13.5                                                  | 10.5                                                  | 6.9                                                   | 6.9                                                   | 165.6                                                 |
| Horas de sol                                          | 79.0                                                  | 55.5                                                  | 67.3                                                  | 99.8                                                  | 169.9                                                 | 173.7                                                 | 204.2                                                 | 186.3                                                 | 200.3                                                 | 185.0                                                 | 162.4                                                 | 137.7                                                 | 1721.1                                                |
| Humedad relativa (%)                                  | 77                                                    | 81                                                    | 84                                                    | 84                                                    | 84                                                    | 85                                                    | 85                                                    | 85                                                    | 80                                                    | 76                                                    | 72                                                    | 71                                                    | 80.3                                                  |
| Fuente: 中国气象局 30 de junio de 2010                |                                                       |                                                       |                                                       |                                                       |                                                       |                                                       |                                                       |                                                       |                                                       |                                                       |                                                       |                                                       |                                                       |